# FIFA 13
FIFA 13 es la vigésima edición de la serie de videojuegos FIFA de EA Sports. Fue desarrollado por EA Guyana y publicado por Electronic Arts en todo el mundo bajo el sello EA Sports. El juego salió a la venta el día 25 de septiembre de 2012 en Estados Unidos, el 28 de septiembre del mismo año en Europa y el 4 de Octubre en Brasil.
Este videojuego y sus novedades principalmente están centrados en consolas como PlayStation 3, PC y Xbox 360, mientras que las restantes tienen solo unas pocas mejoras respecto a la versión anterior. La demo de esta edición fue lanzado en septiembre para las plataformas PlayStation 3, Xbox 360.

## Novedades
Ataque inteligente: la nueva posición inteligente proporciona a los atacantes la habilidad para analizar el juego, y ver la mejor posición para crear nuevas oportunidades de ataque. Los atacantes se esforzarán más y mejor para sobrepasar a los defensores, sacarles de su posición y abrir nuevas opciones de pase a sus compañeros. Además, los jugadores poseen una visión de juego sin balón y la habilidad de pensar varias jugadas para crear, doblar o alterar la carrera y aprovechar los huecos.
Regate versátil: hace que en cada toque se tenga un completo control del balón. Regatea a los defensores con la libertad de ser más creativo en el ataque. Los jugadores tendrán una aceleración más explosiva con el balón y podrán hacer regates más precisos con una movilidad de 360° con el balón cuando encara a un defensor. Encara un oponente y amaga moviendo el balón de un lado a otro esquivando las entradas, o protege el balón y así mantener al defensor a una mayor distancia.
Control al primer toque: el nuevo sistema elimina el perfecto control al primer toque de todos los jugadores creando incertidumbre cuando reciben balones difíciles. Los pases malos serán más difíciles de controlar, lo que permiten a los defensores aprovecharse de los malos controles. Factores como la presión defensiva, la trayectoria del balón y la velocidad en el pase afectarán al éxito del jugador. Los jugadores con mejores controles y habilidades destacarán. Ahora habrá menos pases perfectos, una mayor oportunidad de perder balones y un mejor balance entre defensa y ataque.
Motor de impactos del jugador 2.0: la segunda generación del afamado motor de físicas se expande a las luchas sin balón, dándole a los defensores más herramientas para recuperar la posesión del balón. Los defensores pueden usar su cuerpo para forcejear y ganar la posición y utilizar su tamaño y su peso para forzar al contrario a controlar mal y tener que decidir antes de que llegue el balón.
Jugadas ensayadas a balón parado: crea peligrosas e impredecibles faltas colocando tres jugadores detrás del balón y engañando al oponente con amagos de lanzamiento, más opciones de pase y faltas elaboradas. El oponente puede contrarrestar añadiendo o quitando jugadores de la barrera, adelantando la barrera o haciendo que un jugador salga como una bala para interceptar el pase o el tiro.
Nuevos pases: dos nuevas opciones de pase dan al jugador la habilidad y la sutileza de pasar el balón por encima de la pierna extendida del defensor o dibujar un pase bombeado al espacio o a un compañero.
Fundamentos: se han ajustado elementos esenciales para hacer la experiencia más auténtica. Los árbitros tomarán mejores decisiones con las faltas y tarjetas, el portero tendrá una inteligencia mejorada y a la defensa táctica se le añade una movilidad lateral de contención a los jugadores. Además, se han añadido nuevas animaciones para disparos de jugadores en desequilibrio, disparos de 180° y celebraciones.
Autenticidad: más de 500 equipos con licencias oficiales y más de 15.000 jugadores.

## Portadas
Lionel Messi pasa a ser el protagonista global en esta entrega. Basados en la localización, se utilizan como portada a Messi y a otros jugadores de cada región o país.
| País           | Acompañante/s de Lionel Messi      |
| -------------- | ---------------------------------- |
| España         | Roberto Soldado                    |
| Francia        | Karim Benzema                      |
| Italia         | Claudio Marchisio                  |
| Suecia         | Zlatan Ibrahimović                 |
| Reino Unido    | Alex Oxlade-Chamberlain y Joe Hart |
| Australia      | Tim Cahill                         |
| Polonia        | Jakub Błaszczykowski               |
| Japón          | Keisuke Honda y Makoto Hasebe      |
| Austria        | David Alaba                        |
| Estados Unidos | Landon Donovan                     |
| Dinamarca      | Christian Bolaños                  |

## Comentaristas
Los nuevos comentaristas para la versión hispanoamericana son el salvadoreño Fernando Palomo, el mexicano Ciro Procuna y el exfutbolista argentino Mario Alberto Kempes, que actualmente trabajan como comentaristas para la cadena estadounidense ESPN, en su versión para Hispanoamérica.
| Región o País                                | Idioma    | Comentaristas                                     |
| -------------------------------------------- | --------- | ------------------------------------------------- |
| España                                       | Español   | Manolo Lama Paco González Antonio Ruiz            |
| Hispanoamérica                               | Español   | Fernando Palomo Ciro Procuna Mario Alberto Kempes |
| Hispanoamérica (PS2, Nintendo 3DS PSP y Wii) | Español   | Enrique Bermúdez. Ricardo Peláez.                 |
| Italia                                       | Italiano  | Fabio Caressa Giuseppe Bergomi                    |
| Francia                                      | Francés   | Hervé Mathoux Franck Sauzée                       |
| Brasil Portugal                              | Portugués | Tiago Leifert Caio Ribeiro                        |
| Arabia Saudita                               | Árabe     | Essam El Shawaly Abdullah Al-Mubarak Harby        |
| Estados Unidos                               | Inglés    | Martin Tyler Alan Smith                           |
| Reino Unido                                  | Inglés    | Clive Tyldesley Andy Townsend                     |

## Ligas
Por primera vez en la serie FIFA fue incluida la Primera División de Arabia Saudita.
| Región o País                 | Liga                      |
| ----------------------------- | ------------------------- |
| Alemania                      | 1. Bundesliga             |
| Alemania                      | 2. Bundesliga             |
| Arabia Saudita Nuevo          | Saudi Pro League          |
| Australia y Nueva Zelanda     | A-League                  |
| Austria                       | T-Mobile Bundesliga       |
| Bélgica                       | Jupiler League            |
| Brasil                        | Serie A (Brasileirão)     |
| Corea del Sur                 | K-League                  |
| Dinamarca                     | Superliga                 |
| Escocia                       | Premier League de Escocia |
| España                        | Liga BBVA                 |
| España                        | Liga Adelante             |
| Estados Unidos y Canadá       | Major League Soccer       |
| Francia                       | Ligue 1                   |
| Francia y Mónaco              | Ligue 2                   |
| Países Bajos                  | Eredivisie                |
| Inglaterra y Gales            | Premier League            |
| Inglaterra y Gales            | npower Championship       |
| Inglaterra                    | npower League One         |
| Inglaterra                    | npower League Two         |
| Italia                        | Serie A                   |
| Italia                        | Serie B                   |
| Irlanda                       | Airtricity League         |
| México                        | Liga MX                   |
| Noruega                       | Tippeligaen               |
| Polonia                       | Ekstraklasa               |
| Portugal                      | Liga Sagres               |
| Rusia                         | Liga Premier de Rusia     |
| Suecia                        | Allsvenskan               |
| Suiza                         | Raiffeisen Super League   |
| Resto del mundo               |                           |
| Adidas All Star Desbloqueable |                           |
| Boca Juniors                  |                           |
| Racing Club                   |                           |
| River Plate                   |                           |
| Rangers FC                    |                           |
| MLS All Star Desbloqueable    |                           |
| AEK Atenas                    |                           |
| Olympiacos                    |                           |
| Panathinaikos                 |                           |
| PAOK Salónica                 |                           |
| Clásico XI Desbloqueable      |                           |
| Mundo XI Desbloqueable        |                           |
| Kaizer Chiefs                 |                           |
| Orlando Pirates               |                           |
| Galatasaray                   |                           |

## Selecciones nacionales
El juego cuenta con cuarenta y seis selecciones nacionales de fútbol. Las novedades han sido la ausencia de la selección de Croacia, la pérdida de licencias de las selecciones de Bulgaria y Nueva Zelanda, el regreso de la licencia de la selección de Italia, y el retorno de las selecciones de República Checa (Tras ausentarse en la edición anterior)  Paraguay (Tras FIFA 10) Bolivia (Tras FIFA 2002) e India (Tras FIFA 2002) También se incluye a la selección de Venezuela (Tras FIFA 2002)
| Confederación | País              | Selección                                        | Licencia   |
| ------------- | ----------------- | ------------------------------------------------ | ---------- |
| UEFA          | Alemania          | Selección de fútbol de Alemania                  | Licenciada |
| UEFA          | Austria           | Selección de fútbol de Austria                   | Licenciada |
| UEFA          | Bélgica           | Selección de fútbol de Bélgica                   | Licenciada |
| UEFA          | Bulgaria          | Selección de fútbol de Bulgaria                  | Parcial    |
| UEFA          | Dinamarca         | Selección de fútbol de Dinamarca                 | Licenciada |
| UEFA          | Escocia           | Selección de fútbol de Escocia                   | Licenciada |
| UEFA          | Eslovenia         | Selección de fútbol de Eslovenia                 | Parcial    |
| UEFA          | España            | Selección de fútbol de España                    | Licenciada |
| UEFA          | Finlandia         | Selección de fútbol de Finlandia                 | Parcial    |
| UEFA          | Francia           | Selección de fútbol de Francia                   | Licenciada |
| UEFA          | Grecia            | Selección de fútbol de Grecia                    | Licenciada |
| UEFA          | Holanda           | Selección de fútbol de los Países Bajos          | Licenciada |
| UEFA          | Hungría           | Selección de fútbol de Hungría                   | Parcial    |
| UEFA          | Inglaterra        | Selección de fútbol de Inglaterra                | Licenciada |
| UEFA          | Irlanda           | Selección de fútbol de Irlanda                   | Licenciada |
| UEFA          | Irlanda del Norte | Selección de fútbol de Irlanda del Norte         | Licenciada |
| UEFA          | Italia            | Selección de fútbol de Italia                    | Licenciada |
| UEFA          | Noruega           | Selección de fútbol de Noruega                   | Licenciada |
| UEFA          | Polonia           | Selección de fútbol de Polonia                   | Parcial    |
| UEFA          | Portugal          | Selección de fútbol de Portugal                  | Licenciada |
| UEFA          | República Checa   | Selección de fútbol de la República Checa Vuelve | Licenciada |
| UEFA          | Rumania           | Selección de fútbol de Rumania                   | Parcial    |
| UEFA          | Rusia             | Selección de fútbol de Rusia                     | Parcial    |
| UEFA          | Suecia            | Selección de fútbol de Suecia                    | Licenciada |
| UEFA          | Suiza             | Selección de fútbol de Suiza                     | Parcial    |
| UEFA          | Turquía           | Selección de fútbol de Turquía                   | Licenciada |
| CONMEBOL      | Argentina         | Selección de fútbol de Argentina                 | Licenciada |
| CONMEBOL      | Bolivia           | Selección de fútbol de Bolivia Vuelve            | Parcial    |
| CONMEBOL      | Brasil            | Selección de fútbol de Brasil                    | Parcial    |
| CONMEBOL      | Chile             | Selección de fútbol de Chile                     | Parcial    |
| CONMEBOL      | Colombia          | Selección de fútbol de Colombia                  | Parcial    |
| CONMEBOL      | Ecuador           | Selección de fútbol de Ecuador                   | Parcial    |
| CONMEBOL      | Paraguay          | Selección de fútbol de Paraguay Vuelve           | Parcial    |
| CONMEBOL      | Perú              | Selección de fútbol de Perú                      | Parcial    |
| CONMEBOL      | Uruguay           | Selección de fútbol de Uruguay                   | Parcial    |
| CONMEBOL      | Venezuela         | Selección de fútbol de Venezuela Vuelve          | Parcial    |
| CAF           | Camerún           | Selección de fútbol de Camerún                   | Parcial    |
| CAF           | Costa de Marfil   | Selección de fútbol de Costa de Marfil           | Parcial    |
| CAF           | Egipto            | Selección de fútbol de Egipto                    | Parcial    |
| CAF           | Sudáfrica         | Selección de fútbol de Sudáfrica                 | Parcial    |
| AFC           | Australia         | Selección de fútbol de Australia                 | Licenciada |
| AFC           | Corea del Sur     | Selección de fútbol de Corea del Sur             | Licenciada |
| AFC           | India             | Selección de fútbol de la India Vuelve           | Parcial    |
| CONCACAF      | Estados Unidos    | Selección de fútbol de los Estados Unidos        | Licenciada |
| CONCACAF      | México            | Selección de fútbol de México                    | Licenciada |
| OFC           | Nueva Zelanda     | Selección de fútbol de Nueva Zelanda             | Parcial    |

### Competiciones internacionales
FIFA 13 añadirá equivalentes de diversas competiciones internacionales a nivel de selecciones nacionales, para el modo carrera.
- La Copa Mundial de Fútbol - Licenciado (World Champioship) Inglés - (Campeonato Mundial) Español

- La Eurocopa - Licenciado

- La Copa América - Licenciado

- La Copa FIFA Confederaciones - Licenciado

- La UEFA Champions League - Champions Cup (Inglés) -  Copa de Campeones (Español)

- La UEFA Europa League - Euro League (Inglés) -  Euro Liga (Español)

- La UEFA Super Cup - Euro Super Cup (Inglés) - Euro Super Copa (Español)

## Estadios
Estos son todos los estadios licenciados y genéricos de FIFA 13. Gracias a un tuit de Hafez Al-Medlej, vicepresidente de Marketing y Finanzas de la Liga Arábe, se supo que FIFA 13 incluía el King Fahd International Stadium. El Camp Nou de Barcelona no apareció en esta versión del juego, ya que EA y el F.C. Barcelona no llegaron a un acuerdo sobre la renovación de la licencia.

### Estadios licenciados
| Número | Estadio                   | País           | Equipo                             |
| ------ | ------------------------- | -------------- | ---------------------------------- |
| 1      | Allianz Arena             | Alemania       | Bayern de Múnich y TSV 1860 Múnich |
| 2      | Amsterdam Arena           | Países Bajos   | Ajax Ámsterdam y Países Bajos      |
| 3      | Anfield                   | Inglaterra     | Liverpool F.C.                     |
| 4      | Emirates Stadium          | Inglaterra     | Arsenal F.C.                       |
| 5      | Estadio Azteca            | México         | Club América y México              |
| 6      | BC Place*                 | Canadá         | Vancouver Whitecaps                |
| 7      | Etihad Stadium            | Inglaterra     | Manchester City F.C.               |
| 8      | Giuseppe Meazza           | Italia         | Inter de Milán y A.C. Milan        |
| 9      | Imtech Arena              | Alemania       | Hamburgo                           |
| 10     | Juventus Stadium          | Italia         | Juventus F.C.                      |
| 11     | King Fahd Stadium** Nuevo | Arabia Saudita | Al-Hilal y Al-Shabab               |
| 12     | Mestalla                  | España         | Valencia C. F.                     |
| 13     | Old Trafford              | Inglaterra     | Manchester United F. C.            |
| 14     | Olympiastadion            | Alemania       | Hertha de Berlín                   |
| 15     | Parque de los Príncipes   | Francia        | Paris Saint-Germain F.C. y Francia |
| 16     | Santiago Bernabéu         | España         | Real Madrid C. F. y España         |
| 17     | Signal Iduna Park         | Alemania       | Borussia Dortmund                  |
| 18     | St James' Park            | Inglaterra     | Newcastle United F.C.              |
| 19     | Stade Gerland             | Francia        | Olympique de Lyon                  |
| 20     | Stadio Olimpico di Roma   | Italia         | S.S. Lazio y A.S. Roma             |
| 21     | Stade Vélodrome           | Francia        | Olympique de Marsella              |
| 22     | Stamford Bridge           | Inglaterra     | Chelsea F.C.                       |
| 23     | Veltins-Arena             | Alemania       | FC Schalke 04                      |
| 24     | Vicente Calderón          | España         | Atlético de Madrid                 |
| 25     | Wembley Stadium           | Inglaterra     | Inglaterra                         |
| 26     | White Hart Lane Nuevo     | Inglaterra     | Tottenham Hotspur F.C.             |

- Los estadios marcados con * no están disponibles para PSP, PS2, iOS, Wii U y Wii.
- Los estadios marcados con ** solo están disponibles en PSP, PS2, Wii U y Wii.

### Estadios genéricos
| - Akaaroa Stadium - Aloha Park - Arena D’Oro - British Modern - Century Park Arena - Court Lane - Crown Lane - Eastpoint Arena - El Bombastico - El Libertador | - El Medio - El Monumento - El Reducto - Estadio Latino - Estadio Presidente G. López - Estadio de las Artes - Estadio del Pueblo - Euro Park - FIWC Stadium (PS3) - Forest Park Stadium - Ivy Lane | - O Dromo - Olímpico Arena - Pratelstvi Arena - Stade Kokoto - Stade Municipal - Stadion 23. Maj - Stadion Europa - Stadion Hanguk - Stadion Neder - Stadion Olympic | - Town Park - Union Park Stadium - Waldastadion |

## Actualizaciones
Versión 1.00
- Mejorada la estabilidad en todos los modos de juego online.

- Mejora de la estabilidad en los desafíos de EA SPORTS Football Club.

- Los himnos nacionales se han sincronizado con su selección correspondiente.

- Estabilidad al arrancar FIFA 13 mientras se está conectado a una red social en la consola.

- Optimizadas las búsquedas en el modo Temporadas y en otros modos online.

- Estabilidad de conexión tras encontrar un rival en Temporadas En línea, y en el saque inicial.

- "Congelamiento del juego" en el modo Carrera al iniciar una nueva carrera con los agentes libres.

- "Cuelgue del juego" en el modo Carrera al usar Game Face.

- Estabilidad en el modo Carrera cuando los jugadores se retiran o vuelven al club tras un préstamo.

- Ya no se podrá reducir la dificultad en Temporadas FUT (FIFA Ultimate Team).

- "Congelamiento del juego" en los torneos en línea de FUT (FIFA Ultimate Team).

- Kits y escudo completamente licenciados del Napoli.

- Eliminación de la defensa clásica y la asistencia de fuerza de pase en el modo Clubes.

- "Congelamiento del juego" en el modo Clubes al acceder a la pantalla de resultados.

- Ajustes de "Matchmaking" en Clubes Pro (Con “CU” y “POR”): proporcionará los resultados deseados.

- Cambios realizados en las selecciones nacionales no son correctamente reflejados en la pantalla en el modo Carrera.

- "Congelamiento del juego" cuando recupera la configuración de la sincronización de hospitalidad (solo en plataforma PC).

Versión 2.00
Mejoras generales:
- Mejoras en la conexión en el campo libre cuando se carga un partido del modo Temporadas En línea.
- El extraño error de que la pelota sea invisible.
- Audios de los nombres de los jugadores cuando el juego está en checo, húngaro, italiano o polaco.
- Mejoras en la conexión tras seleccionar una posición en los modos partido por equipos y clubes en línea.
- Mejoras de respuesta en el desafío de pases en los minijuegos de habilidad. La clasificación ha sido reseteada por un error de puntuación.
- Físicas extrañas cuando dos jugadores chocan.
- En la Liga do Brasil, el Vasco Da Gama y el Palmeiras tienen las equipaciones y nombres de los jugadores reales.
- Equipaciones auténticas para el Botafago en la Liga do Brasil.
- Visibilidad del radar, indicadores y marcadores en los partidos offline tras jugar en el modo partido por equipos.
- Mejoras en la estabilidad de FIFA Ultimate Team durante los torneos de un solo jugador.
- Problemas al jugar con un amigo en FIFA Ultimate Team.
- Bloqueos en el modo clubes en la pantalla de selección de equipaciones.
- Las repeticiones guardadas en la web no serán sobrescritas al guardar repeticiones.
- Bloqueos al comprar repetidamente puntos FIFA.
- Fallos en la pantalla de estados de forma al actualizar el Modo MatchDay.
- El escudo más actualizado no aparece en la equipación Adidas All Stars.
- Texto indefinido en lista de jugadores creados tras descargar actualizaciones de plantillas.
- Archivos de los jugadores creados modificados erróneamente tras descargar actualizaciones de plantillas.
- Elementos de FUT que muestran las estadísticas generales del jugador en cuestión en lugar de las estadísticas del último propietario.

Mejoras en el modo Carrera:
- Mayor estabilidad al editar un Virtual Pro si el equipo está lleno.
- Mejoras de estabilidad cuando rechazas la oferta de compra de un jugador cedido.
- Mejoras de contratos de jugadores en los cuales aumentabas un año pero posteriormente no figuraba en la ficha del futbolista.
- Seleccionar los lanzadores de una tanda de penaltis cuando juegas como mánager.
- Continuación de las historias de los jugadores después de que el jugador haya sido cedido/vendido.
- Mayor estabilidad general durante el juego.
- Mayor estabilidad del sistema de historias antes de un partido importante.
- Mayor estabilidad tras la compra de jugadores en el modo Carrera.
- Mayor estabilidad cuando un equipo que vende un futbolista rechaza una oferta de compra.

## Banda sonora
EA Sports ha hecho pública la lista de canciones que incluirá FIFA 13.
Los marcados con (*) son los que aparecen en PS Vita (Que tiene 8 canciones), el resto no.
| - Animal Kingdom – Get Away With It - Ashtar Command – Mark IV feat. Joshua Radin - Astro – Panda (*) - Atlas Genius – If So - Band of Horses - Feud - Bastille - Weight Of Living, Part 2 - Bloc Party - We Are Not Good People - Cali - Outta My Mind - Clement Marfo & The Frontline – Us Against The World - Crystal Fighters – Follow (*) - deadmau5 feat. Gerard Way – Professional Griefers - Django Django - Hail Bop - Elliphant feat. Adam - TeKKno Scene - Featurecast - Got That Fire (Oh La Ha) (feat. Pugs Atomz) - Fitz and The Tantrums - Spark - Flo Rida feat. Lil Wayne – Let It Roll, Part 2 - Foreign Beggars & Bare Noize – See The Light - Hadouken! – Bliss Out - Imagine Dragons – On Top Of The World (*) - Jagwar Ma – What Love - Kasabian – Club Foot - Jonathan Boulet – You’re A Animal - Kimbra - Come Into My head - Kitten – G# - Kraftklub - Eure Madchen | - Ladyhawke – Black White & Blue - Madeon – Finale - Matisyahu – Searchin - Metric – Speed The Collapse - Miike Snow – Paddling Out - Passion Pit - I’ll Be Alright - Reptar – Sweet Sipping Soda - Reverend and the Makers – Shine The Light (*) - Rock Mafia – Fly Or Die - The Royal Concept – Goldrushed - Royal Teeth – Wild (*) - Santigold – Big Mouth - St. Lucia – September - Stepdad – Jungles - The Chevin – Champion (*) - The Enemy – Saturday - The Heavy - Don’t Say Nothing - The Presets – Ghosts - Them Swoops – Work Around It - Two Door Cinema Club – Sleep Alone - Walk The Moon – Quesadilla - Wretch 32 – Blur - Youngblood Hawke – We Come Running - Young Empires – Rain Of Gold - Zemaria – Past 2 |

## Patrocinadores EA Sports
El Valencia Club de Fútbol y la empresa de videojuegos EA Sports alcanzaron un acuerdo de patrocinio que les vincula por las dos próximas temporadas. El Tottenham Hotspur el séptimo equipo inglés patrocinado por EA Sports. Podremos ver las caras de los jugadores perfectamente recreadas con el nuevo sistema de escaneo de rostros 3D. EA Sports ha renovado por dos años más el patrocinio con el Newcastle United.

## Problemas conocidos del juego
- Algunos usuarios han reportado sobre la imposibilidad de vender un juego previamente comprado a EA a otra persona. Esto se debe a que la plataforma Origin archiva los diferentes códigos a medida que se van ingresando. Si se introduce un código de un juego de segunda mano, el sistema lo rechazará e impedirá continuar instalando, ya que no acepta dos veces el mismo código de instalación. Este problema se experimenta también con FIFA 12 y FIFA 14.